# Gabriela Lima
Gabriela de Farias Lima (2 de agosto de 1994) é uma jogadora de rugby sevens brasileira.

## Biografia
Gabriela conheceu o atletismo, aos dez anos de idade, no projeto Lançar-se para o Futuro, desenvolvido pela Escola Municipal Silveira Sampaio em Curicica, no Rio de Janeiro, esporte que decidiu se dedicar e onde obteve destaque na prova de 100 m com barreiras. Nas categorias de base, conseguiu várias medalhas em competições nacionais e internacionais, tendo conquistado uma medalha de bronze no Troféu Brasil de Atletismo em 2015. No ano seguinte, mudou-se para São Paulo, onde passou a integrar a equipe do Esporte Clube Pinheiros, mas não manteve os resultados anteriores e passou por um hiato até 2019.
No Pinheiros, seu técnico a indicou para realizar alguns testes na modalidade de rugby sevens, e Gabriela logo se adaptou à equipe e chamou a atenção da Seleção Brasileira, tendo sido uma das suplentes nos Jogos Olímpicos de Verão de 2020 em Tóquio. Ela participou da Copa do Mundo de Sevens em 2022, realizada na Cidade do Cabo, e fez parte da equipe que conquistou o bronze nos Jogos Pan-Americanos de 2023. Ela também foi convocada para a seleção nacional nos Jogos Olímpicos de Verão de 2024 em Paris.